# حوزه‌بندی
حوزه‌بندی (انگلیسی: Apportionment) تقسیم‌بندی کشور به حوزه‌های انتخاباتی به‌گونه‌ای‌که در آن تناسب بین شمار کرسی‌های نمایندگی و جمعیت رأی‌دهنده رعایت شود.